# ASP (groupe)
Pour les articles homonymes, voir ASP.
ASP est un groupe de Neue Deutsche Härte allemand, originaire de Francfort-sur-le-Main, Hesse. Il mêle le metal gothique, le rock alternatif et la musique électronique. Formé en 1999 à Francfort-sur-le-Main par Alexander Spreng, qui donne le nom du groupe d'après ses propres initiales, le groupe est surtout devenu connu grâce à son concept du « papillon noir » (Der schwarze Schmetterling), qui inclut cinq albums du groupe. Le groupe se laisse lyriquement influencer par des légendes allemandes et des nouvelles. Le groupe travaille beaucoup avec d'autres membres de la scène musicale allemande, entre autres avec des musiciens des groupes Umbra et imago, Subway to Sally ou In Extremo.

## Biographie
Alexander  « Asp » Spreng et Matthias « Matze » Ambré (anciens membres du groupe Gabi Mohnbrot) forment le groupe à l'été 1999. Le nom du groupe est s'inspire du surnom du chanteur. Pour distinguer le groupe et le chanteur, le groupe s'écrit ASP tout en majuscule, et le chanteur Asp en minuscule. À leurs débuts, ils réalisent un logo qu'ils utilisent toujours en date. Leur première démo-CD est enregistrée dans des conditions tout à fait improvisée dans l'appartement du batteur Oliver « Himmi » Himmighoffen, également un ancien membre de Gabi Mohnbrot.
Alexander Storm, dirigeant du label Trisol Music Group, est attiré par le site web du groupe ASP, qu'il souhaite rencontrer, puis finalement signer. Leur premier album studio, Hast Du mich vermisst? (Der schwarze Schmetterling I), est produit aux studios Das Zwerk. La couverture est réalisée par Pit Hammann et Andreas Gross, et les photos prises par Marc Weissenberger. L'album est publié le 3 novembre 2000. À l'initiative de Mozart, chanteur du groupe Umbra et Imago, ASP joue pour la première fois devant un grand public au festival Ostara. C'est également à ce concert que s'effectue leur premier changement de formation. Pit Hammann quitte le groupe et est remplacé par Marcus „Max“ Testory. À la Pentecôte 2001, ils participent au festival Wave-Gotik-Treffen. Le groupe publie ensuite son deuxième album studio, Duett (Der schwarze Schmetterling II) le 26 octobre 2001.
En 2013, le groupe participe au Wacken Open Air. Le 16 octobre 2015 sort leur album Verfallen - Folge 1: Astoria. Le 1er avril 2016 sort Verfallen - Folge 2: Fassaden.

## Autres activités
À part de son travail comme musicien, Alexander Spreng travailla aussi comme DJ de la scène gothique, publie la revue des fans Papillon, écrit des textes pour la bande dessinée "Garg" et organise de nombreuses rencontres avec ses fans et d'autres artistes, la ASP-Family.

## Membres
En 2019, le groupe est composé de :
- Alexander « Asp » Spreng - chant
- Lutz Demmler - guitare, clavier, guitare basse, mandoline
- Sören Jordan - guitare solo
- Andreas « Tossi » Gross - guitare basse

Anciens membres :
- Mathias « Matze » Ambré - guitare
- Holger Hartgen - chant
- Pit Hammann - chant
- Marcus « Max » Testory - chant
- Oliver « Himmi » Himmighofen - batterie

## Discographie

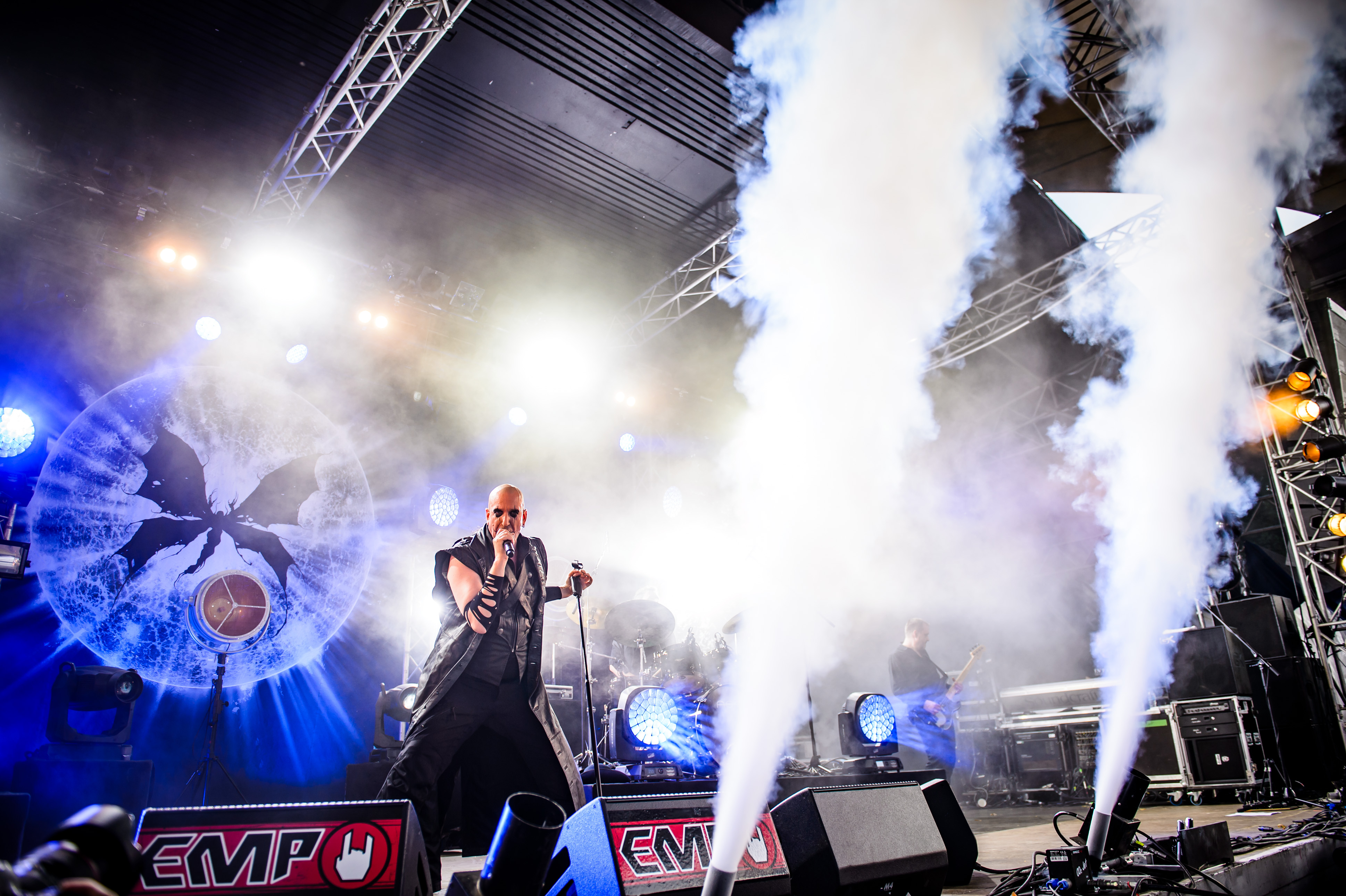
ASP en 2018.

### Albums studio
- 2000 : Hast du mich vermisst? (Der Schwarze Schmetterling I)
- 2001 : Duett (Der Schwarze Schmetterling II)
- 2003 : Weltunter (Der Schwarze Schmetterling III)
- 2005 : Aus der Tiefe (Der Schwarze Schmetterling IV)
- 2006 : Gothic - Dark Rarities
- 2007 : Requiembryo (Der Schwarze Schmetterling V)
- 2007 : Once in a lifetime (avec Chamber)
- 2008 : Horror vacui (The eeriest tales of ASP so far - Best of)
- 2008 : Zaubererbruder (Der Krabat-Liederzyklus)
- 2011 : fremd (Fremder-Zyklus 1)
- 2013 : Maskenhaft (Fremder-Zyklus 2)
- 2015 : Verfallen (Folge 1: Astoria)
- 2016 : Verfallen (Folge 2: Fassaden)
- 2017 : Zutiefst

### Albums live
- 2008 : AKOASMA - Horror Vacui live
- 2009 : Von Zaubererbrüdern - Live and Unplugged
- 2012 : Once in a Lifetime
- 2013 : Live auf dem Summer Breeze 2012
- 2017 : Auf Rauen Pfaden
- 2019 : Zaubererbruder Live & Extended

### Compilations
- 2004 : Interim Works Compendium (Best of)
- 2004 : DJ Revelation 03–
- 2008 : Horror Vacui
- 2011 : Der komplette Schwarze Schmetterling – Zyklus {I bis V)
- 2014 : Per aspera ad aspera